# Кора (музичний інструмент)

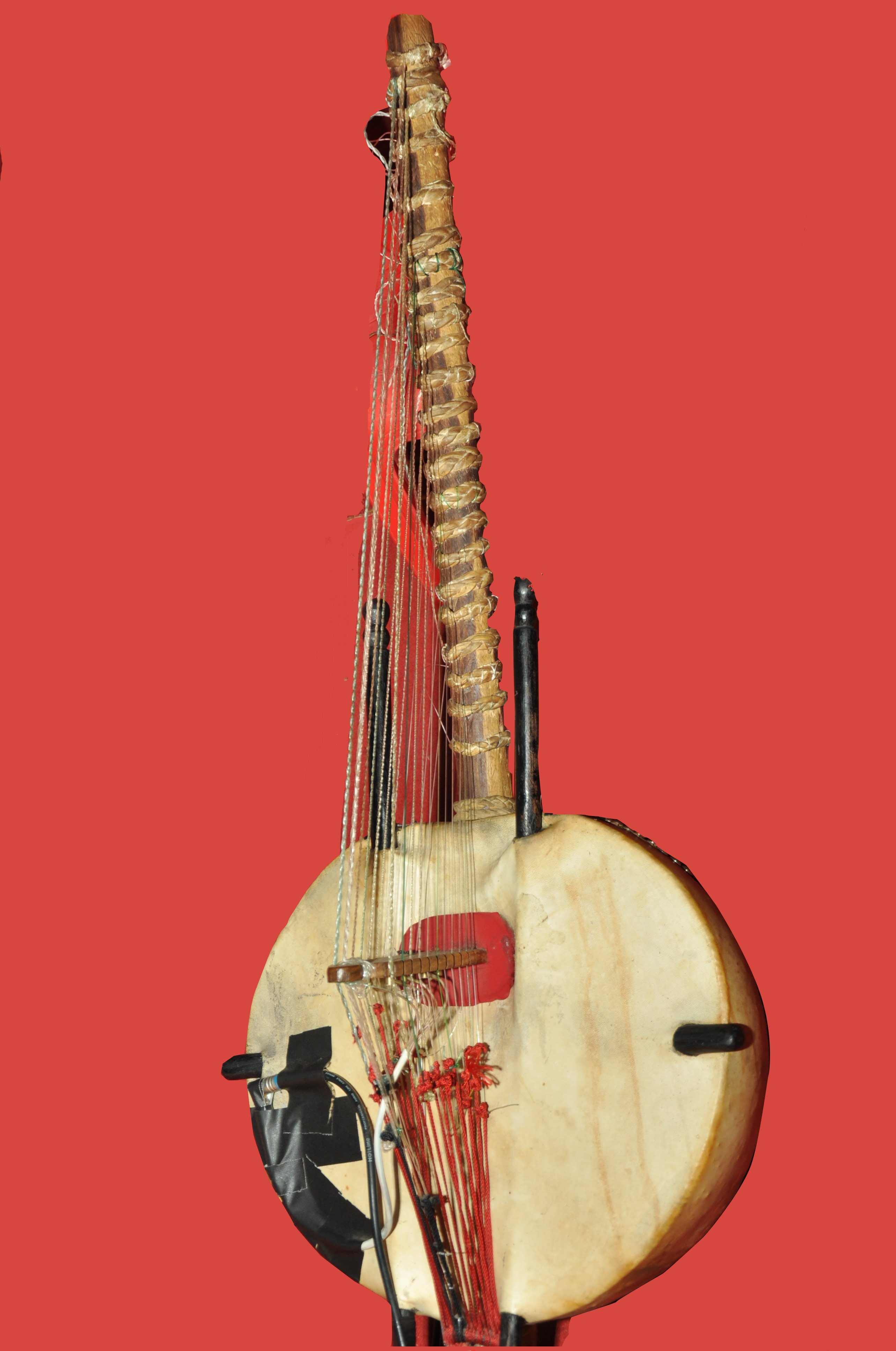
Kora

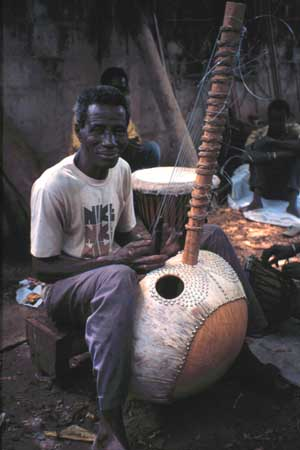
Гамбійський виконавець Альєу Сусо

Ко́ра — струнний щипковий музичний інструмент із 21 струною, розповсюджений у Західній Африці, близький за будовою та звуком до лютні та арфи. На корі грають ґріоти, традиційні розповідачі та співаці у Західній Африці.
Інструмент вперше описаний англійським мандрівником М. Парком у 1799 році.
Кора має довгу шийку і підставку (для струн), виготовлені з африканського рожевого дерева, великий напівсферичний резонатор із пляшкоподібного гарбуза, вкритий шкіряною мембраною, 21 струну з тонких смужок шкіри антилопи (в даний час — з нейлону). Струни розташовані під прямим кутом до мембрани двома паралельними рядами.
Виконавець — джалі, що сидить на землі, тримає інструмент перед собою у вертикальному положенні, спираючись основою шийки о землю. Звук вивільнюється з кори щипком великим і вказівним пальцями. Діапазон інструменту — понад 3 октави.  